# Episodi di Barney Miller (ottava stagione)
L'ottava stagione della serie televisiva Barney Miller è stata trasmessa in anteprima negli Stati Uniti d'America dalla ABC tra il 29 ottobre 1981 e il 20 maggio 1982.
| nº | Titolo originale   | Titolo italiano | Prima TV USA     | Prima TV Italia |
| -- | ------------------ | --------------- | ---------------- | --------------- |
| 1  | Paternity          |                 | 29 ottobre 1981  |                 |
| 2  | Advancement        |                 | 5 novembre 1981  |                 |
| 3  | The Car            |                 | 12 novembre 1981 |                 |
| 4  | Possession         |                 | 19 novembre 1981 |                 |
| 5  | Stress Analyzer    |                 | 26 novembre 1981 |                 |
| 6  | Games              |                 | 10 dicembre 1981 |                 |
| 7  | Homeless           |                 | 17 dicembre 1981 |                 |
| 8  | The Tontine        |                 | 7 gennaio 1982   |                 |
| 9  | Examination Day    |                 | 14 gennaio 1982  |                 |
| 10 | The Clown          |                 | 21 gennaio 1982  |                 |
| 11 | Chinatown (Part 1) |                 | 4 febbraio 1982  |                 |
| 12 | Chinatown (Part 2) |                 | 11 febbraio 1982 |                 |
| 13 | Hunger Strike      |                 | 18 febbraio 1982 |                 |
| 14 | The Arrival        |                 | 25 febbraio 1982 |                 |
| 15 | Obituary           |                 | 11 marzo 1982    |                 |
| 16 | Inquiry            |                 | 26 marzo 1982    |                 |
| 17 | Old Love           |                 | 2 aprile 1982    |                 |
| 18 | Altercation        |                 | 9 aprile 1982    |                 |
| 19 | Bones              |                 | 30 aprile 1982   |                 |
| 20 | Landmark (Part 1)  |                 | 6 maggio 1982    |                 |
| 21 | Landmark (Part 2)  |                 | 13 maggio 1982   |                 |
| 22 | Landmark (Part 3)  |                 | 20 maggio 1982   |                 |